# Válvula agulha
Válvula Agulha é um tipo de válvula usada quando se deseja um fino controle do fluxo. As válvulas agulha recebem este nome porque são projetadas com agulha de metal, na maioria das vezes, produzidos de aço inoxidável, bronze ou outras ligas de aço. Seu sistema de vedação, é feito com o próprio metal através de uma haste e um volante.
A diferença da válvula agulha para os demais tipos de válvulas, se encontra na cunha de fechamento, que nas válvulas agulhas não são discos, mas sim um plug ou agulha, cujo comprimento é maior do que o próprio diâmetro.
Sua aplicabilidade na indústria petrolífera é de fazer o controle do fluxo de um fluido (ar, vapor, entre outros), que passa por dentro de uma determinada tubulação, com alta precisão. São empregadas em todos os setores industriais. Sua utilização pode ser em água, óleo mineral, sintético e vegetal, fluídos, vapor e ar.

Bibliografia:
http://www.unival.com.br/produto/valvulas-industriais/valvula-agulha/
http://www.usinagemsouzasilva.com/index.php/valvulas-de-retencao?layout=edit&id=948
http://m.aspvalvulas.com.br/produtos/valvula-agulha/
http://www.aemconex.com.br/index.php?option=com_virtuemart&page=shop.browse&category_id=11&Itemid=82&vmcchk=1&Itemid=82
http://jelgo.com.br/2012-09-04-18-51-17/valvula-agulha    